# Пажень-Янувек
Пажень-Янувек (пол. Parzeń-Janówek) — село в Польщі, у гміні Брудзень-Дужий Плоцького повіту Мазовецького воєводства.
Населення — 73 особи (2011).
У 1975-1998 роках село належало до Плоцького воєводства.

## Демографія
Демографічна структура станом на 31 березня 2011 року:
|          | Загалом | Допрацездатний вік | Працездатний вік | Постпрацездатний вік |
| -------- | ------- | ------------------ | ---------------- | -------------------- |
| Чоловіки | 33      | 5                  | 26               | 2                    |
| Жінки    | 40      | 10                 | 22               | 8                    |
| Разом    | 73      | 15                 | 48               | 10                   |